# Инаугурация Курманбека Бакиева (2005)
Первая инаугурация Курманбека Салиевича Бакиева в качестве Президента Киргизской Республики состоялась 14 августа 2005 года, которая ознаменовала начало первого срока Курманбека Бакиева на посту президента Кыргызстана. Прошла на площади Ала-Тоо.

## Обзор
В марте 2005 года состоялась смена власти в Кыргызстане в связи с тюльпановой революцией, вызванной в основном недовольством граждан авторитарным правлением президента Аскара Акаева. В результате оппозицией был сформирован новый созыв Жогорку Кенеша. Парламент назначил лидера оппозиционного Народного движения Кыргызстана Курманбека Бакиева премьер-министром и исполняющим обязанности президента.
На президентских выборах в Кыргызстане, состоявшихся 10 июля 2005 года, Курманбек Бакиев набрал 88,72 % голосов избирателей.

## Подготовка
На церемонию вступления в должность президента Курманбека Бакиева, по оценкам, было потрачено 21 миллионов сомов. Из них на вечерний концерт с участием российских звёзд израсходовали 4 миллиона сомов.
12 миллионов сомов было потрачено на ремонт фонтана у Дома правительства. Также до 14 августа была постановлена цель отремонтировать Большой зал Дома правительства, который ни разу не реконструировался с 1984 года и к тому же сильно пострадал во время тюльпановой революции. Была отремонтирована государственная резиденция «Ала-Арча» и оснащён техникой Большой зал Дома правительства. На все эти ремонтные работы было выделено приблизительно 17 миллионов сомов. На само празднование вступления в должность нового президента Кыргызстана было выделено 4 миллиона сомов.
Была проявлена подготовка к трансляции инаугурации на огромных мониторах, которые установили на центральной площади Бишкека Ала-Тоо. Для церемонии был специально изготовлен новый штандарт президента, сильно отличающийся от прежнего символа государственной власти и специальный нагрудный знак президента из золота и серебра, украшенный национальной символикой. Его планируется сделать переходящим символом президентской власти в Кыргызстане, который будет передаваться от одного главы государства к другому. Было заявлено, что такой нагрудный знак будет храниться более 1 500 лет.
В день инаугурации власти Кыргызстана предприняли новые меры, чтобы обеспечить безопасность зарубежных гостей. Под особый контроль были взяты лица, ранее привлекавшиеся к уголовной ответственности, владельцы огнестрельного оружия, персонал фирм, чьи офисы расположены на площади Ала-Тоо. Были осуществлены мероприятия по обеспечению безопасности на пути следовании кортежей с высокими гостями — проверены чердаки зданий, пустующие помещения, заварены все люки коммунальных служб. Было объявлено, что в день инаугурации на территории прилегающей к зданию правительства республики будут работать «антиснайперы», а обеспечивать безопасность праздника будут силы МВД, СНБ, нацгвардии и Службы охраны Кыргызстана.
На площади Ала-Тоо оборудовали 3000 сидячих и 2000 стоячих мест. Было объявлено, что на площади за процедурой инаугурации будут наблюдать около 5400 гостей.

## Церемония
Церемония прошла на центральной площади Бишкека Ала-Тоо с участием почти 10 тысяч человек, включая многочисленных приглашённых зарубежных гостей. На церемонию были приглашены главы стран СНГ, Китая, США, главы правительств и спикеры парламентов и другие государственные лица других 11 государств, спикеры парламентов, руководители международных организаций — ООН, ШОС, ОДКБ, ЕС, ОБСЕ. На церемонию были приглашены президент Казахстана Нурсултан Назарбаев, премьер-министр Таджикистана Акил Акилов, председатель Совета Республики Белоруссии Геннадий Новицкий, министр обороны Турции Веджди Гёнюль, министр иностранных дел Украины Борис Тарасюк, в частности спикеры парламенты Туркменистана и Узбекистана. Спикер Совета Федерации Сергей Миронов возглавил делегацию России. Делегацию США на инаугурации возглавил министр торговли Карлос Мигель Гутьеррес. Япония направила посла по специальным поручениям, советника премьер-министра Йорико Кавагути. Вся семья К. Бакиева также присутствовала на церемонии, включая маленького внука. На инаугурацию были приглашены также близкие родственники жены Курманбека Бакиева Татьяны Бакиевой из Самары. На мероприятие от каждой области Кыргызстана приглашали по 54 представителя.
Во второй половине дня на приёме по случаю инаугурации Курманбека Бакиева гостей угощали иссык-кульской форелью, средиземноморскими овощами, щербетом, яблочным пудингом и другими блюдами. Сам Бакиев, как исполняющий обязанности президента, пожелал, чтобы весь обслуживающий персонал был одет в национальные киргизские одежды, а мероприятия в отеле были «выдержаны в киргизском стиле». Гости были расселены в трёх отелях Бишкека — «Хайят», «Ак-Кеме» и «Иссык-Куль», а также в государственной резиденции «Ала-Арча».
Церемония вступления в должность нового киргизского лидера транслировалась по национальному телевидению в прямом эфире и началась в 9:00. Процедура принятия присяги началась в 13:00. Для приведения к присяге нового лидера Кыргызстана на площадь Ала-Тоо были внесены государственный флаг, Конституция, президентский штандарт и нагрудный знак президента. Курманбек Бакиев прибыл на площадь в сопровождении эскорта мотоциклистов. Перед принятием присяги он прошёл сквозь ряды воинов национальной гвардии и по традиции предков он был окурен дымом арчи — дерева, произрастающего на склонах Тянь-Шаня. Семь веток для выполнения ритуала были доставлены со всех семи областей страны. После того, как председатель ЦИК Кыргызстана Туйгунаалы Абдраимов объявил официальные и окончательные результаты выборов, К. Бакиев, положив руку на Конституцию, произнёс зачитает присягу президента народу. Затем председатель ЦИК Абдраимов вручил новому президенту удостоверение, штандарт и нагрудный знак. Потом Курманбек Бакиев обратился к нации с семиминутной инаугурационной речью на киргизском языке.
Церемония завершилась семи артиллерийскими залпами и концертом мастеров искусств Кыргызстана. Вечером здесь же, на площади Ала-Тоо, состоялся концерт эстрадных артистов из России, — Лев Лещенко, Валерия и участники «Фабрики-4» — Казахстана и киргизских исполнителей.